# Kobra 11: Nasazení týmu 2
Kobra 11: Nasazení týmu 2 (v německém originále Alarm für Cobra 11 – Einsatz für Team 2) je německý akční seriál, spin-off seriálu Kobra 11. Premiérově byl uveden v letech 2003–2005, dočkal se 11 epizod ve dvou řadách (natočeny v letech 2001 a 2003). Dvojici hlavních postav, které řeší kriminální případy v okolí dálnice, ztvárnili němečtí herci Hendrik Duryn a Julia Stinshoffová. V seriálu se jako vedlejší postavy nebo hosté objevují i protagonisté z původní Kobry 11.

## Obsazení
| Postava                                                   | Herec               | Český dabing                  |
| --------------------------------------------------------- | ------------------- | ----------------------------- |
| Frank Traber, vrchní komisař (2003–2005)                  | Hendrik Duryn       | Pavel Vondra                  |
| Sussana von Landitzová, komisařka (2003–2005)             | Julia Stinshoffová  | Simona Vrbická                |
| Anna Engelhardtová, šéfová + vrchní komisařka (2003–2005) | Charlotte Schwabová | Jaroslava Brousková           |
| Andrea Schäferová, sekretářka (2003–2005)                 | Carina Wiese        | Stanislava Jachnická          |
| Horst „Hotte“ Herzberger (2003–2005)                      | Dietmar Huhn        | Karel Chromík, Milan Slepička |
| Dieter Bonrath (2003–2005)                                | Gottfried Vollmer   | Jaroslav Kaňkovský            |
| Hartmut Freund (2005)                                     | Niels Kurvin        | Jan Maxián                    |
| Tom Kranich, vrchní komisař (2003)                        | René Steinke        | Aleš Procházka                |
| Semir Gerkhan, vrchní komisař (2003)                      | Erdoğan Atalay      | Bohdan Tůma                   |

## České znění
Český dabing celého seriálu vznikl v letech 2003 a 2005 ve společnosti Česká produkční 2000, která jej vyrobila pro CET 21. Překladatelem byl Ivan Hanuš, režisérem Libor Hruška, přičemž oba se ve svých profesích podílí i na dabingu původní Kobry 11. Hlasové obsazení postav, které se objevují v obou seriálech, bylo zachováno.

## Služební vozy

### Frank Traber
| Auto                    | Značka             | Roky používání | Barva    |
| ----------------------- | ------------------ | -------------- | -------- |
| Mercedes Benz E 220 CDi | D-TS 77, K-EA 3245 | 2003           | Modrá    |
| Mercedes-Benz M 320     | D-OB 110           | 2005           | Stříbrná |
| Mercedes Benz C 350     | NE-Z 1972          | 2005           | Modrá    |

### Susanna von Landitzová
| Auto                           | Značka                        | Roky používání | Barva    |
| ------------------------------ | ----------------------------- | -------------- | -------- |
| Mercedes Benz C 180 SportCoupé | D-TK 24, K-WV 2746, NE-US 100 | 2003–2005      | Stříbrná |